# Dienis Biriukow
Dienis Siergiejewicz Biriukow (ros. Денис Сергеевич Бирюков) (ur. 8 grudnia 1988 w Biełgorodzie) – rosyjski siatkarz, reprezentant kraju, przyjmujący. Od sezonu 2020/2021 występuje w drużynie Dinamo-LO.

## Sukcesy klubowe
Mistrzostwo Rosji:
- 2010, 2016, 2017
- 2011, 2012, 2015

Puchar Rosji:
- 2011

Liga Mistrzów:
- 2013

Puchar CEV:
- 2015

## Sukcesy reprezentacyjne
Mistrzostwa Europy Juniorów:
- 2006

Mistrzostwa Świata Juniorów:
- 2007

Letnia Uniwersjada:
- 2009, 2013

Liga Światowa:
- 2011
- 2010

Memoriał Huberta Jerzego Wagnera:
- 2014
- 2011, 2013

Puchar Świata:
- 2011

## Nagrody indywidualne
- 2011 - Najlepszy przyjmujący Memoriału Huberta Jerzego Wagnera